# Басаринка
Басари́нка — один з видів відробітків українських селян на можновладців у XIX — початку XX століття. За орендування землі, дозвіл випасати худобу, позички тощо селяни зобов'язувалися відпрацьовувати на поміщиків і заможних селян-господарників власним реманентом і тяглом від одного і більше днів на тиждень протягом року.